# 르베그 측도
측도론에서 르베그 측도(영어: Lebesgue measure)는 유클리드 공간의 부분 집합에 길이, 넓이 또는 부피를 할당하는 방법이다. 이를 사용하여 르베그 적분을 정의할 수 있다.

## 정의
르베그 측도는 유클리드 공간 {\displaystyle \mathbb {R} ^{n}} 위에 정의되는 측도이며, 보렐 측도의 완비화이다.
구체적으로, 이는 다음과 같다. {\displaystyle \mathbb {R} ^{n}} 위의 르베그 측도는 {\displaystyle \mathbb {R} } 위의 르베그 측도의 곱측도로 정의할 수 있으므로, {\displaystyle \mathbb {R} } 위의 측도를 정의하는 것으로 족하다. {\displaystyle \mathbb {R} } 위의 르베그 외측도 {\displaystyle \lambda ^{*}\colon {\mathcal {P}}(\mathbb {R} )\to [0,\infty ]}는 다음과 같다.
{\displaystyle \lambda ^{*}(S)=\inf \left\{\sum _{i=1}^{\infty }|b_{i}-a_{i}|\colon a_{i},b_{i}\in \mathbb {R} ,\;S\subset \bigcup _{i=1}^{\infty }[a_{i},b_{i}]\right\}}
르베그 가측 집합은 다음 성질을 만족시키는 집합 {\displaystyle S\subset \mathbb {R} }이다.
- 모든 {\displaystyle T\subset \mathbb {R} }에 대하여, {\displaystyle \lambda ^{*}(T)=\lambda ^{*}(T\cap S)+\lambda ^{*}(T\setminus S)}

르베그 가측 집합의 집합 {\displaystyle {\mathcal {L}}}은 시그마 대수를 이룸을 보일 수 있다.
{\displaystyle \mathbb {R} } 위의 르베그 측도 {\displaystyle \lambda =\lambda ^{*}|_{\mathcal {L}}}는 르베그 가측집합에 국한시킨 르베그 외측도이며, {\displaystyle (\mathbb {R} ,{\mathcal {L}},\lambda )}는 측도 공간을 이룸을 보일 수 있다.

## 성질
{\displaystyle k}차원 유클리드 공간에 대해, 르베그 측도 {\displaystyle \lambda }는 다음의 성질을 만족한다.
- 모든 보렐 집합은 르베그 가측 집합이다.
- 르베그 측도는 완비 측도이다. 즉, 어떤 집합이 르베그 가측 집합이며 측도가 0이면, 그 부분집합 또한 가측 집합이다.
- (이동 불변성 영어: translation invariance) 임의의 르베그 가측 집합 {\displaystyle A\subset \mathbb {R} }와 벡터 {\displaystyle b\in \mathbb {R} ^{k}}에 대해, {\displaystyle A+b=\{a+b\colon a\in A\}} 역시 가측 집합이며 {\displaystyle E}와 같은 측도를 갖는다.

### 르베그 가측 집합
비탈리 정리에 따르면 선택 공리를 가정할 경우 모든 집합의 르베그 측도를 할당하는 것은 불가능하다. 르베그 측정이 불가능한 집합은 바나흐-타르스키 역설 등의 결과를 가져온다. 비탈리 집합은 르베그 측정이 불가능한 집합의 한 예이다. 반면, 결정 공리를 사용할 경우에는 실수의 부분집합은 모두 측정가능하다는 것을 증명할 수 있다.
선택 공리를 가정하자. 유클리드 공간의 르베그 가측 집합의 수는 {\displaystyle \beth _{2}=2^{2^{\aleph _{0}}}}이지만, 보렐 집합의 수는 {\displaystyle \beth _{1}=2^{\aleph _{0}}}이다. 즉, 거의 모든 르베그 가측 집합은 보렐 집합이 아니다.
모든 르베그 가측 집합 {\displaystyle L}은 다음과 같이 나타낼 수 있다.
{\displaystyle L=G\setminus N=F\cup N'}
여기서
- {\displaystyle N} 및 {\displaystyle N'}은 르베그 영집합이다.
- {\displaystyle G}는 Gδ 집합이다 (따라서 보렐 집합이다).
- {\displaystyle F}는 Fσ 집합이다 (따라서 보렐 집합이다).

## 예
선분, 사각형 등의 도형에 대한 르베그 측도는 길이나 넓이 등의 개념과 일치한다. 예를 들어, 구간 {\displaystyle (0,1)}의 측도는 길이와 같은 1이다.
칸토어 집합은 크기가 {\displaystyle 2^{\aleph _{0}}}이지만 르베그 측도가 0이다.

## 같이 보기
- 르베그 밀도 정리
- 리우빌 수
- 비가측 집합
- 조르당 측도